# Ieri l'altro
Ieri l'altro è un singolo del rapper italiano Franco126, pubblicato il 18 dicembre 2018 come secondo estratto dal primo album in studio Stanza singola.